# Borgen Hasištejn

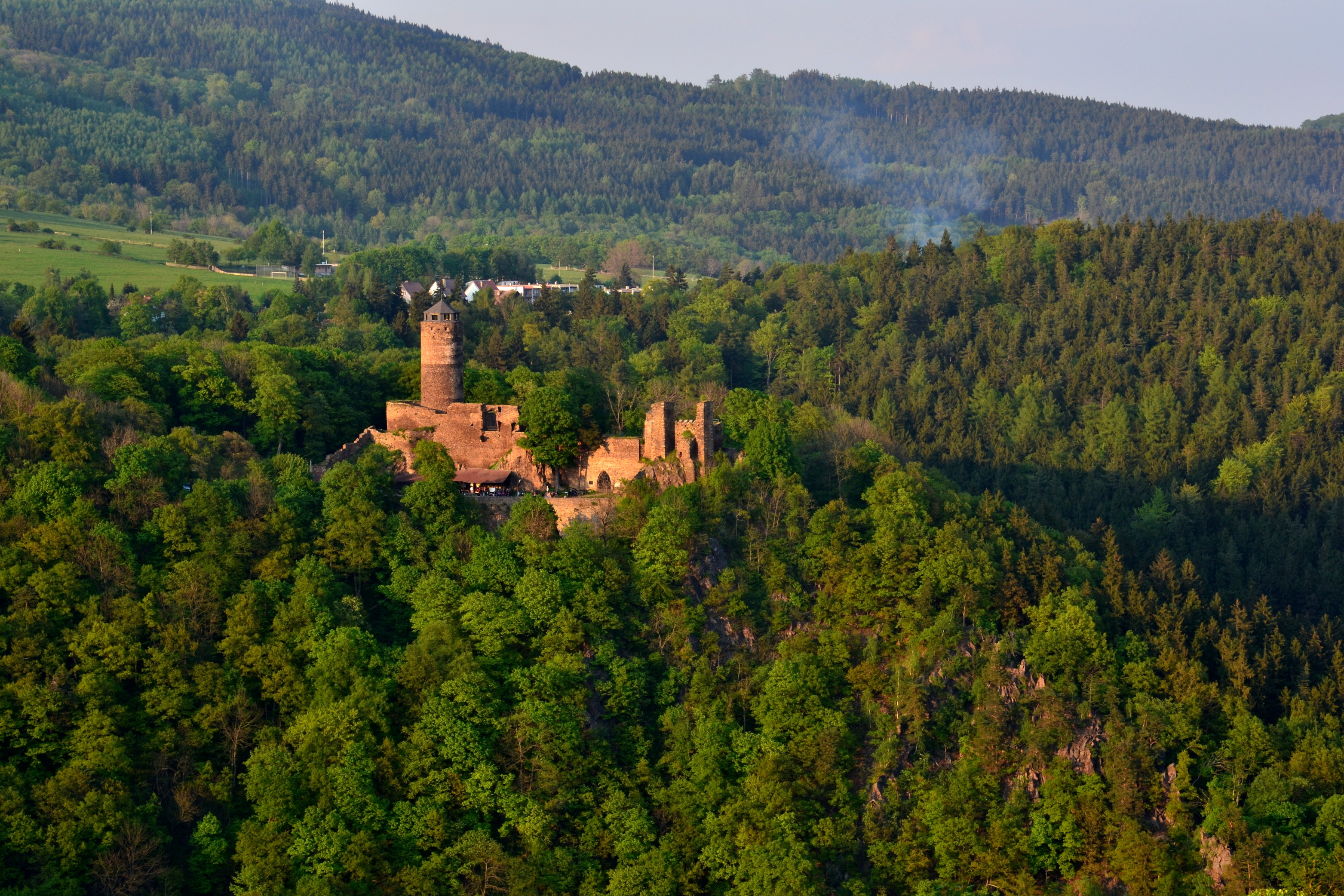
Vy mot borgruinen

Borgen Hasištejn (tyska: Hassenstein) är en borgruin i distriktet Chomutov i nordvästra Tjeckien. Borgen ligger på en kulle 627 meter över havet.
Den första ägaren av borgen nämns 1348 i en urkund. Året 1412 övergick borgen i borggreve Heinrich av Plauens ägo. Heinrich skapade sig en del av inkomsterna genom plundring, och även av besittningar som tillhörde kungen Wenzel IV. Wenzel skickade sin militär till borgen som övertogs efter en belägring.
Borgen var länge säte för en gren av adelssläkten Lobkowicz. Diktaren och humanisten Bohuslav Hasištejnský z Lobkovic skapade här ett stort bibliotek som besöktes av Martin Luther, Philipp Melanchthon och språkforskaren Matthäus Aurogallus. Från och med 1600-talet var borgen obebodd. Året 1810 besöktes ruinen av Johann Wolfgang von Goethe och han gjorde en teckning av byggnaden. Trapporna i två torn finns fortfarande kvar.
Ett dike som fanns kring borgen är sedan flera årtionden fyllt med jord. Av den yttre ringmuren finns nästan inget kvar. Hasištejn hade ett påfallande stort kapell.